# Verrohrungsmaschine

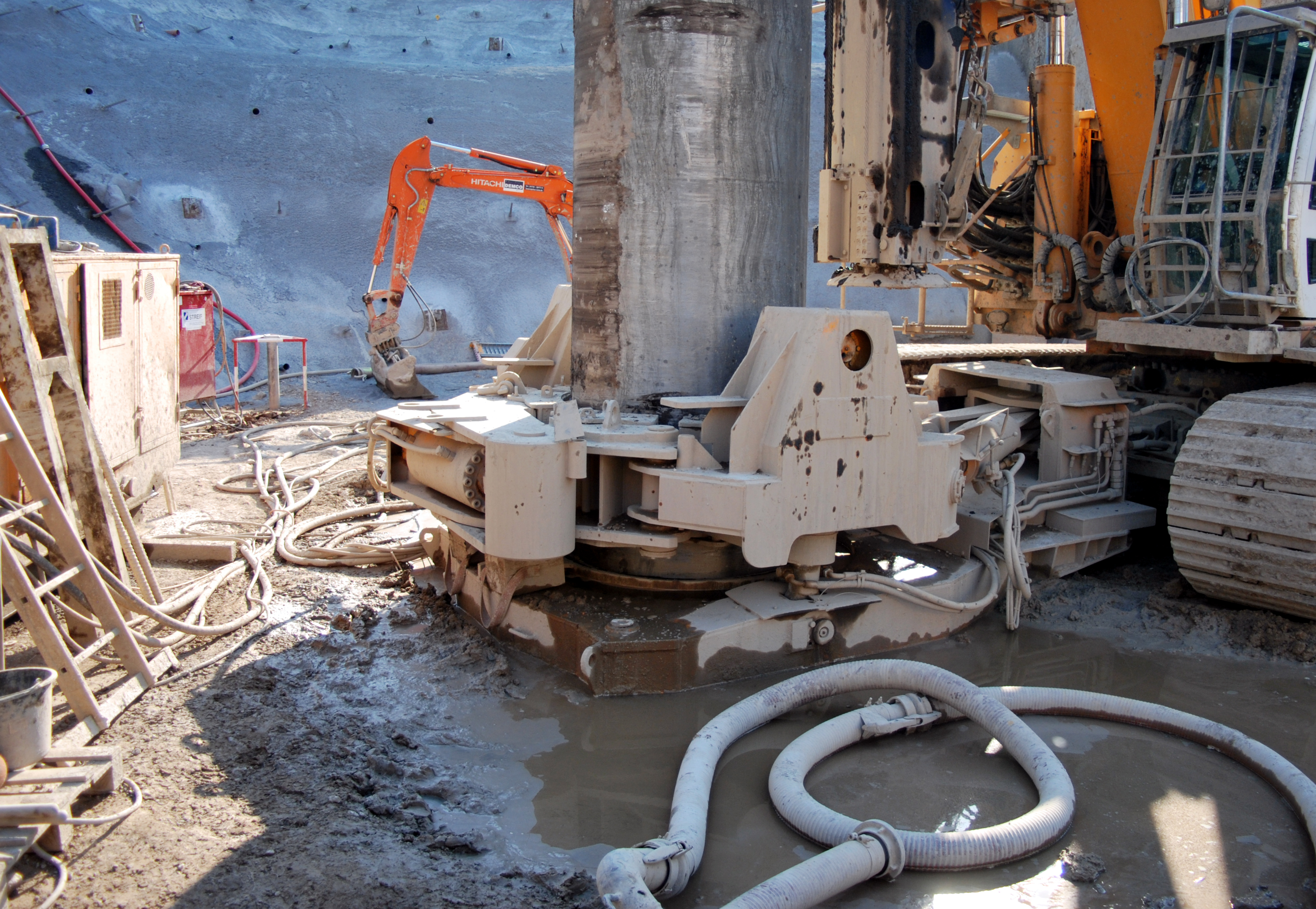
Leffer Verrohrungsmachine während einer Bohrung

Eine Verrohrungsmaschine treibt stählerne Bohrrohre hydraulisch in den Baugrund. Dabei wird das Bohrrohr durch eine hydraulisch-mechanische Spannvorrichtung, eine Klemmschelle, durch Hin- und Herdrehen des Bohrrohres in einem Drehwinkel von ca. 25° bis 30° und das Aufbringen von vertikalen Vorschubkräften bewegt.

## Beschreibung
Verrohrungsmaschinen kommen insbesondere bei Brunnenbohrungen und der Herstellung von Ortbetonpfählen mit Seilbaggern und Bohrgreifern zum Einsatz. Die Verrohrungsmaschine wird zur Aufnahme von Reaktionskräften an den Unterwagen des Seilbaggers angebaut. Die Hydraulikversorgung erfolgt in der Regel durch ein separates Hydraulikaggregat.
Verrohrungsmaschinen werden auch in Kombination mit Drehbohranlagen verwendet, wenn das Drehmoment des Bohrantriebes und die Vorschubkraft nicht ausreichen, um die Mantelreibung zwischen Bohrrohr und Boden zu überwinden, oder wenn die Verrohrung mit der Rückzugkraft des Gerätes nicht mehr gezogen werden kann. Die Hydraulikversorgung erfolgt dann meistens durch das Trägergerät. Die Drehbohrausrüstung und die Verrohrungsmaschine werden nicht gleichzeitig betätigt.
Eine Variante von Verrohrungsmaschinen sind Rohrdrehmaschinen. Diese treiben, wie die Drehbohrgeräte, das Bohrrohr durch eine kontinuierliche Drehbewegung und das Aufbringen von vertikalen Vorschubkräften in den Baugrund. Eine Erfindung von Theo Fromme und Josef Roob, die 1995  beim Deutschen Patentamt zum Patent angemeldet wurde, kommt ohne ein externes Hydraulikaggregat aus. Dieses Gerät leitet das Drehmoment des Kraftdrehkopfes über die Kelly-Stange direkt in die Rohrdrehmaschine.